# 27233 Mahajan
27233 Mahajan este un asteroid din centura principală de asteroizi.

## Descriere
27233 Mahajan este un asteroid din centura principală de asteroizi. A fost descoperit pe 13 iulie 1999 la Socorro, New Mexico, în cadrul proiectului LINEAR. Asteroidul prezintă o orbită caracterizată de o semiaxă mare de 2,56 ua, o excentricitate de 0,08 și o înclinație de 3,8° în raport cu ecliptica.